# Černá mohyla
Černá mohyla stojí v Rokycanech, v místech, kde došlo k decimaci Madlonova jízdního pluku, tj. na křižovatce dnešních ulic Litohlavské a Madlonovy. Je chráněna jako kulturní památka České republiky.
Dne 2. listopadu 1642 v bitvě u Breitenfeldu v Sasku dezertoval Madlonův pluk a spolu s ním odjela většina císařského jezdectva, což zapříčinilo porážku císařské armády. Na rozkaz arcivévody Leopolda byla jednotka souzena a vojenským soudem exemplárně potrestána decimací; popraven měl být každý desátý voják. Kdy přesně k výkonu došlo, není známo. Nejčastěji se uvádí 14. prosince či 28. listopadu 1642. Ani způsob není znám, buď byli vojáci oběšeni, nebo důstojníci sťati a prostí vojáci zastřeleni. Popravou byl pověřen kat Jan Mydlář mladší z Prahy. První den proběhlo lámání kordů a ničení praporců pluků. Druhý den bylo asi 90 vojáků oběšeno na stromech u cesty z Rokycan na Litohlavy. Hrob obětí decimace se pravděpodobně nacházel v místech, kde byla v 19. století navršena mohyla s křížem a pamětní deskou.
Místem prochází zeleně značená turistická stezka na Klabavu. Nedaleko památníku stojí neorenesanční Hirschova vila.
Podle knihy Josefa Svátka "Paměti kata Mydláře", vychází 1.den popravy na 26.11.1642, při němž došlo na zlámání kordů, šavlí a roztrhání praporů. Téhož dne došlo na losování těch, kteří  měli  býti popraveni (vojáci nízkých hodností). 
Následující den, tedy 27.11. 1642 byla provedena exekuce.
Oběšeno bylo 35, vesměs prostých jezdců, 6 poddůstojníků a 1 strážmistr na deseti stromech podél cesty. Tedy celkem 42 lidí.
Další 2 byli zastřeleni a ostatní provinilci dostali milost a byli uvězněni.